# Mein Sa
 (mars 2020).
Si vous disposez d'ouvrages ou d'articles de référence ou si vous connaissez des sites web de qualité traitant du thème abordé ici, merci de compléter l'article en donnant les références utiles à sa vérifiabilité et en les liant à la section « Notes et références ».
Mein Sa (? - ?) est un boxeur birman spécialisé en Lethwei Môn. Né à Tavoy, en Birmanie du sud.